# I. Bernard Cohen
Pour les articles homonymes, voir Cohen.
Ierome Bernard Cohen (connu sous le nom de Bernard Cohen), né le 1er mars 1914 à Long Island, New York, et mort le 20 juin 2003 à Waltham dans le Massachusetts, est un historien des sciences américain, professeur à Harvard. Spécialiste et traducteur de Newton, il a consacré de nombreuses publications à l’histoire de la physique, de l’informatique et au rôle des sciences aux États-Unis. Il fut l'éditeur en chef de la revue Isis de 1952 à 1958.

## Biographie
I. Bernard Cohen est né en mars 1914 à Far Rockaway dans le Queens, sur Long Island. Après quelques hésitations sur l’orientation de ses études, il entre en 1933 à l’université Harvard et y obtient un Bachelor of Science en 1937. 
Il intègre alors le programme d’histoire des sciences qui vient d’être créé à l’université, avec une subvention de la Carnegie Institution de Washington. Dès 1942, il donne des cours de physique et de mathématiques à Harvard, en particulier au personnel militaire, et, en 1946, il y obtient un poste dans le programme d’histoire des sciences. Il s’intéresse à l’histoire de la physique aux XVIIe et XVIIIe siècles, en particulier à Ole Christensen Rømer et à Isaac Newton, mais aussi à l’émergence des sciences aux États-Unis et aux liens entre les théories scientifiques et leurs applications. Sous la direction officielle de George Sarton, mais surtout avec l’appui du directeur de la commission des diplômes, Crane Brinton, il soutient en 1947 une thèse basée sur sa nouvelle édition commentée des Experiments and Observations in Electricity, de Benjamin Franklin, qu’il a publiée en 1941. C’est la première thèse accordée à un Américain en histoire des sciences. Les recherches qu’il prévoyait initialement de mener à bien avant de soutenir sa thèse ne seront achevées que neuf ans plus tard.
À partir de 1947, Il est responsable du journal d’histoire des sciences créé par Sarton, Isis, et en devient l’éditeur en chef de 1952 à 1958. L’entrée en fonction de Cohen est décisive pour assurer la transition de Isis à un journal professionnel, passant du statut « de journal d’un seul homme [Sarton en l’occurrence] représentant les intérêts intellectuels de son fondateur à un journal qui était l’expression de la Société d’histoire des sciences (History of Science Society) dont il était devenu l’organe officiel » en 1924.
La réorganisation du curriculum dans les universités américaines après la Seconde Guerre mondiale est l’occasion pour Cohen de côtoyer à Harvard d’autres historiens importants de la physique, comme Thomas Kuhn et Gerald Holton. Certains de ses cours rassemblent près de 400 étudiants ; il participe aussi des conférences sur l’éducation. Ces exposés sont partiellement publiés, sous forme de contributions à des livres sur la science destinés à un large public, comme General Education in Science, édité avec Fletcher G. Watson (Cambridge University Press, 1952).
C’est aussi à cette période que Bernard Cohen fait la connaissance d’Alexandre Koyré ; il est impressionné durablement par la précision que Koyré apporte à la lecture des textes scientifiques anciens. Tous deux commencent à travailler à une nouvelle édition des Principia mathematica d’Isaac Newton, édition qui tiendrait compte de toutes les variantes connues de l’œuvre et des commentaires qu’elle a reçus, y compris les notes faites par Newton sur ses propres copies. À la mort de Koyré, en 1962, Cohen poursuit le projet avec l’aide d’une latiniste de Harvard, Anne Whitman. Les 900 pages de l’édition sont publiées en 1972, à la suite d’une Introduction à l’œuvre de Newton par I. B. Cohen. 
Cohen rencontre aussi à Harvard un pionnier de l’informatique, Howard Aiken et envisage un temps d’utiliser un ordinateur dans le cadre de ses recherches sur Newton. Il s’intéresse dès lors à l’histoire de l’informatique. Il devient en particulier historien-consultant pour IBM, les conseillant sur l’organisation de leurs archives ou sur les achats destinés à améliorer leur collection historique d’instruments de calculs et d’ordinateurs. Il encadre aussi une série d’ouvrages historiques techniques sur différents aspects de la firme. De plus, il collabore à plusieurs expositions, que ce soit sur Newton, les femmes en astronomie, ou, avec les graphistes Charles et Ray Eames à une fresque historique pour les nouveaux bureaux de IBM à New York. Cohen devient aussi conseiller du Smithsonian pour les activités et expositions concernant l’informatique, et membre de plusieurs comités de l’Institut Charles Babbage (en). Il fait partie du comité éditorial du journal Annals of the History of Computing. Il écrit finalement une importante biographie de Aiken et coordonne un livre d’essais à son propos.
Selon Cohen lui-même, les contacts avec Charles Eames renforcent certaines de ses convictions pédagogiques, en particulier sur l’intérêt de supports visuels. Il est renommé pour les mises en scène de ses cours ; par exemple, il présente la troisième loi de Newton (l’égalité entre action et réaction) en quittant la salle de cours sur un chariot actionné par un extincteur. Il lance aussi une collection « Album of Science » consacrée aux illustrations en science, chez l’éditeur Charles Scribner. Son intérêt pour la diffusion des sciences et de leur histoire le conduit à écrire plusieurs ouvrages de synthèse — dont The Birth of the New Physics, publié en 1960, réédité en 1985 et traduit en plus de dix langues — mais aussi de nombreux articles dans la revue Scientific American, sur Benjamin Franklin et Isaac Newton, mais aussi Charles Darwin, Stephen Hales, Christophe Colomb ou Florence Nightingale; il y publie en particulier une interview d’Einstein, le dernier accordé par le physicien, peu avant sa mort en 1955.
Cohen fait toute sa carrière à Harvard, malgré l’absence jusqu’en 1966 d’un département autonome d’histoire des sciences et les réticences des scientifiques, qui ne voient dans l’histoire des sciences qu’un sujet attrayant, mais secondaire, pour les étudiants, plus qu’un domaine de recherches à part entière. Cohen obtient sa titularisation en 1953, il est le directeur du département d’histoire des sciences lors de sa création en 1966, (création qui lui offre en particulier la possibilité de donner des cours de niveau plus avancé, équivalent à un Master actuel), mais ce n’est qu’en 1977 qu'il devient professeur (Victor S. Thomas Professor of the History of Science). Il le reste jusqu’à sa retraite en 1984, accédant alors à l’éméritat. Il continue d’ailleurs à donner des cours dans une variété de lieux ; il a ainsi occupé la Bern Dibner Chair
in the History of Science à l’université Brandeis et a enseigné à l’University College de Londres, au Boston College, à Clare College et Churchill College de l’université de Cambridge, à l’université Queen's de Belfast et à l’université de Tel Aviv,.
Dans le prolongement de leur édition de Newton, Cohen et Whitman avaient entamé une traduction en anglais des Principia. Si le décès d’Anne Whitman en 1984 démobilise un temps Cohen, le désir de l’University of California Press de remplacer l’ancienne traduction anglaise des Principia, qui remonte au XVIIIe siècle, le convainc d’achever le projet ; dans les années 1990, il écrit les 370 pages d’un guide de lecture des Principia, qui constituent l’introduction à la traduction. Celle-ci paraît finalement en 1999, avec plusieurs autres ouvrages de Cohen, ou édités par lui, sur Newton. Sa lecture détaillée des Principia, qu’offrent finalement l’édition, la traduction et les guides joints, met concrètement en lumière les apports de Newton à l’élaboration de la physique moderne, dont Cohen a retracé les étapes dans ses livres antérieurs. Par exemple, Cohen insiste sur la coupure que constitue pour la mécanique la section 11 du premier livre des Principia : Newton y étudie les déviations aux lois de Képler qui s’introduisent lorsqu’on considère deux ou trois corps en mouvement mutuel.
Bernard Cohen a eu de nombreux étudiants et a exercé une influence considérable sur la professionnalisation de l’histoire des sciences, aux États-Unis et à l’étranger. Parmi ses anciens doctorants à Harvard figurent par exemple Judith Grabiner, Lorraine Daston, Joan Richards, ou, à la deuxième génération, William Aspray,,.
Atteint d’une myélodysplasie en 2002, il doit subir des transfusions régulières qu’il juge peu efficaces, et après avoir remis le manuscrit de son dernier livre à l’éditeur, décide de les arrêter. Il meurt le 20 juin 2003, à l’âge de 89 ans.
Cohen a été marié deux fois, d’abord avec la journaliste et écrivaine Frances Parsons Davis (1908–1982), puis, après la mort de cette dernière, avec Susan Johnson. Il a eu une fille avec sa première épouse.

## Ouvrages
- (en) Benjamin Franklin: His Contribution to the American Tradition, Indianapolis, Bobbs-Merrill, 1953, 320 p.
- (en) Franklin and Newton : An Inquiry into Speculative Newtonian Experimental Science and Franklin's Work in Electricity as an Example thereof, Philadelphie, American Philosophical Society, 1956, 657 p.
- (en) The Birth of a New Physics, New York, Anchor Books & Doubleday, coll. « Science Study Series » (no 10), 1960, 200 p. Nouvelle édition : (en) The Birth of a New Physics, 1985, 272 p. (ISBN 978-0-393-30045-1) Traduction française : Jacques Métadier (traducteur), Les Origines de la physique moderne, de Copernic à Newton, Paris, Payot, coll. « Petite bibliothèque Payot » (no 21), 1962, 192 p. Nouvelle édition : Les Origines de la physique moderne, Paris, Seuil, coll. « Points Sciences », 1999, 285 p. (ISBN 978-2-02-012422-5)
- (en) Introduction to Newton's Principia, Cambridge (Mass.), Harvard University Press, 1971 (réimpr. 1999), 380 p. (ISBN 978-1-58348-601-6)
- (la) Isaac Newton, Alexandre Koyré (éditeur), I. Bernard Cohen (éditeur) et Anne Whitman (coll.), Philosophiae naturalis principia mathematica : 3e ed. (1726) with variant readings, Cambridge (Mass.), Harvard University Press, 1972, 916 p.
- (en) William Harvey, Ayer, 1981 (ISBN 978-0-405-13866-9)
- (en) The Newtonian Revolution, Boston, Cambridge University Press, 1983, 404 p. (ISBN 0-521-22964-2)
- (en) Revolution in Science, Boston, Belknap Press of Harvard University Press, 1985, 711 p. (ISBN 0-674-76777-2, présentation en ligne)[23],[24],[25].
- (en) Interactions : some contacts between the natural sciences and the social sciences, Cambridge (Mass.)/London, MIT Press, 1994, 204 p. (ISBN 0-262-03223-6)
- (en) Science and the founding fathers : science in the political thought of Jefferson, Franklin, Adams, and Madison, New York/London, W. W. Norton and Company, 1997, 368 p. (ISBN 0-393-03501-8)
- (en) Howard Aiken : portrait of a computer pioneer, Cambridge, M. I. T. Press, 1999, 412 p. (ISBN 0-262-03262-7)
- (en) Isaac Newton, I. Bernard Cohen (traducteur) et Anne Whitman (traducteur), The Principia : mathematical principles of natural philosophy, Berkeley, CA, University of California Press, 1999., 974 p. (ISBN 0-520-08816-6, lire en ligne)
- (en) Jed Z. Buchwald (éd.) et I. Bernard Cohen (éd.), Isaac Newton's Natural Philosophy, MIT Press, coll. « Dibner Institute Studies in the History of Science and Technology », 2000, 354 p. (ISBN 978-0-262-02477-8)
- (en) I. Bernard Cohen (éd.) et George Smith (éd.), The Cambridge Companion to Newton, Cambridge University Press, coll. « Cambridge Companions to Philosophy », 2002, 516 p. (ISBN 978-0-521-65177-6)
- (en) The Triumph of Numbers : How Counting Shaped Modern Life, New York, W.W. Norton & Co, 2005, 224 p. (ISBN 0-393-05769-0)

## Distinctions
- Bowdoin Prize (1941)
- Médaille George Sarton (History of Science Society, 1974)
- Prix Pfizer (History of Science Society, 1986) pour Revolution in Science (Cambridge, Massachusetts: Belknap Press of Harvard University Press, 1985)
- Doctorat honoris causa (université de Bologne, 1988)
- Centennial Medal (Harvard Graduate School of Arts and Sciences, 1998)
- Membre de l’Académie des Lyncéens
- Membre de la Société américaine de philosophie
- Membre de l’Académie internationale d'histoire des sciences
- Fellow de l’Académie américaine des arts et des sciences (1952)[26]